# Paul Reyes
Paul Reyes, conegut com a Pablo Reyes (Arle, Provença, dècada de 1950), és un músic i guitarrista gitano català, membre del grup musical Gipsy Kings. És fill del fundador del grup, José Reyes, i cosí de Manitas de Plata i d'Hyppolyte Baliardo. Paul és el més gran dels cinc fills de José Reyes que integren els Gipsy Kings; els seus germans petits són Canut, Nicolas, Patchaï i Andre Reyes.
Els seus avis provenien de Catalunya, d'on van fugir arran de la Guerra Civil Espanyola. Segons afirma Paul en una entrevista, el seu avi Joanet era de Figueres i estava emparentat amb el pare d'en Peret. Com tota la seva família, Paul parla català i francès, tot i que canta sobretot en castellà. Els membres de Gipsy Kings i les seves respectives famílies, tots ells gitanos catalans, estan repartits entre Arle i Montpeller.